# Заклањаш ми сунце
Заклањаш ми сунце је трећа сингл плоча српске фолк певачице Наде Топчагић, издата 1977. године за ПГП РТБ. Као и претходне плоче и ова је имала другу нумеру. Насловна песма је први велики хит певачице. Песме је радио Предраг Вуковић Вукас, а снимљење су уз ансамбл Бранимира Ђокића. Сингл је издат у преко 20 хиљада примерака и добио златни статус, и имао чак шест распродатих тиража.

## Списак песама
| №  | Назив             | Трајање |  |
| 1. | Заклањаш ми сунце | 4:00    |  |
| 2. | Љубавно путовање  | 4:00    |  |